# François Bachelot
Pour les articles homonymes, voir Bachelot.
 (juin 2019).
Si vous disposez d'ouvrages ou d'articles de référence ou si vous connaissez des sites web de qualité traitant du thème abordé ici, merci de compléter l'article en donnant les références utiles à sa vérifiabilité et en les liant à la section « Notes et références ».
François Bachelot, né le 19 avril 1940 au Mans (Sarthe) et mort le 14 juin 2019 à Saint-Cloud (Hauts-de-Seine),, est un homme politique français, radiothérapeute de profession.

## Carrière et parcours politique
Il exerce au centre anticancéreux de Saint-Cloud. Il est secrétaire général puis délégué général de l'Assemblée permanente des chambres de professions libérales, entre 1977 et 1983, président de la chambre des professions libérales des Hauts-de-Seine.
En politique, il adhère d'abord au RPR. En 1981, il participe à la fondation de Solidarité et défense des libertés (SDL), mouvement issu du Service d'action civique, concurrent du Mouvement initiative et liberté (MIL), où figurent Alain Juppé, Jacques Toubon, Yvon Bourges et Jacques Médecin pour le RPR, Alice Saunier-Seïté et Jacques Dominati pour l'UDF, ainsi que des membres de ces partis plus marqués à droite, et qui rejoignent souvent le Front national. 
À l'instar de nombreux autres notables économiques et/ou politiques (Bruno Chauvierre, Pascal Arrighi, Charles de Chambrun, Michel de Rostolan, Olivier d'Ormesson, Jean Roussel, Jacques Vaysse-Tempé, Pierre Descaves, Guy Le Jaouen), François Bachelot rejoint le Front national au milieu des années 1980, et conduit la liste d'extrême droite aux élections législatives de mars 1986 en Seine-Saint-Denis, qui obtient 14,52 % des suffrages exprimés et deux députés.
Au début du mois de novembre 1987, François Bachelot remplace Olivier d'Ormesson — qui a démissionné à la suite des propos de Jean-Marie Le Pen sur les chambres à gaz — au bureau politique du FN, confirmant ses ambitions de devenir secrétaire général du parti d'extrême droite.
Pour l'élection présidentielle de 1988, il dirige la campagne du Jean-Marie Le Pen à Paris. Lors des législatives de juin, il se présente dans la circonscription d'Aulnay-sous-Bois et obtient 16,6 % des suffrages exprimés au premier tour, résultat élevé pour un candidat FN mais insuffisant pour être présent au second tour.
Lorsque Jean-Marie Le Pen, en septembre 1988, fait un jeu de mots sur Michel Durafour : « Monsieur Durafour-crématoire, merci de cet aveu ! », le médecin demande des explications au président du FN, selon Le Nouvel Observateur du 2 mai 2002. Le président du FN rétorque : « Il faut que tu le saches, c'est voulu et nous recommencerons. Il serait intolérable que nous subissions le joug de la juiverie »[réf. nécessaire]. Il qualifie alors Le Pen d'« incompétent ». À la suite de cet incident, il est exclu du Front national.
Avec treize autres cadres du FN démissionnaires, il rejoint le CNI en octobre 1989. Puis, il quitte peu à peu la vie politique.

## Vie privée
Ancien compagnon de Yann Piat, il a été le beau-frère de Roselyne Bachelot.

## Ouvrages
- Ne dites pas à ma mère que je suis chez Le Pen, elle me croit au RPR, Paris, Albatros, 1986
- Éléphants des armées, de la gloire à l'oubli, Paris, l'Harmattan, 2005